# 馬頭涌官立小學（紅磡灣）
馬頭涌官立小學（紅磡灣）（英語：Ma Tau Chung Government Primary School (Hung Hom Bay)），簡稱MTCGPS（HHB）、紅馬，位於九龍紅磡灣愛景街3號，是一所男女官立全日制小學，有30班。

## 校政管理
歷任校監
- 張秀文 女士[1]
- 黃慧明 女士

歷任校長
- 趙蔡淑珍 女士[1] （2001 - 2007）
- 梁越美 女士 （2007 - 2014）
- 麥綺華 女士 （2014- 2022）
- 吳炎婷 女士 （2022 - ）

## 歷史
- 1962年，馬頭涌官立小學（紅磡灣）前身馬頭涌官立下午小學開辦
- 1994年12月，成立家長教師會
- 2001年9月，遷往紅磡灣新建的千禧校舍
- 2002年10月，成立校友會

## 校訓
樂善忠信
- 樂：快樂地學習、快樂地生活
- 善：待人要友善、善與人溝通
- 忠：對國家忠心、對家庭盡責
- 信：重信義、守諾言

## 辦學宗旨
- 致力創造一個自主學習樂園[2]
- 重視學生德、智、體、群、美五育均衡發展[3]
- 培養學生積極進取、和諧相處的氣氛[4]
- 使學生能接受全人教育，將來成為服務社會的好公民

## 班級結構
共30班，一至六年級每級5班。小一至小六均為活動教學班。另有英文科及數學科輔導教學班（上課時間：8:15am – 3:10pm），一至六年級混合程度編班。

## 行政架構
- 校長：1位（吳炎婷女士）
- 副校長：3位
- 主任：10位
- 駐校社工：2位
- 駐校言語治療師：1位
- 老師：班主任: 40位、非班主任: 5位、 圖書館主任: 1位、外籍英語教師2位
- 校務處：學校行政事務主任1位、書記 1位、文員: 2位、教學助理9位 、技術支援員 2位

## 著名／傑出校友
- 余國良：香港中文大學當代中國文化研究中心副主任、前香港大學香港人文社會研究所副所長（1975年小六）
- 林浩波：南區區議會海怡西選區區議員 (1991年畢業)
- 彭國柱：前無綫新聞記者（1995年畢業）
- 李星熲：香港女演員及YouTuber（2005年畢業）
- 吳芷柔：香港女子羽毛球運動員（2010年畢業）
- 吳英倫：香港男子羽毛球運動員，全港羽毛球錦標賽冠軍
- 馬凱君：羽毛球運動員，第八、九屆遠東及南太平洋傷殘人士運動會女子羽毛球單打下肢組金牌
- 陳延澤: 香港男子羽毛球運動員, 全港羽毛球錦標賽男單冠軍
- 胡泳彤：「香港業餘田徑總會傑出運動員－女子青年組」，香港女子標槍紀錄保持者

## 外部連結
- 馬頭涌官立小學（紅磡灣） （页面存档备份，存于）
- 馬頭涌官立小學（紅磡灣）Facebook